# 日本アレルギーリハビリテーション協会
| 日本アレルギーリハビリテーション協会 英語: Japan Allergy-Rehabilitation Association | 日本アレルギーリハビリテーション協会 英語: Japan Allergy-Rehabilitation Association                                                                                      |
| ----------------------------------------------------------------------------------- | --- |
| 後継                                                                                | 日本アレルギーリハビリテーション協会 |
| 略称                                                                                | アレリハ協会 |
| 設立年                                                                              | 2013年8月 |
| 目的                                                                                | 一般社団法人 |
| 目的                                                                                | この法人は、アレルギー症状及び自律神経 の問題における改善方法の発展に貢献 するとともに、アレルギー症状や自律神経 の問題で辛い思いをしている人を 助けることを目的とする。 |
| 本部                                                                                | 〒963-0211 福島県郡山市片平町字大山南1-23 |
| 貢献地域                                                                            | 日本 |
| 代表                                                                                | 及川文宏 |
| ウェブサイト                                                                        | allergy-rehabilitation.jimdofree.com |

日本アレルギーリハビリテーション協会（にほんアレルギーリハビリテーションきょうかい）は、福島県郡山市に本部を置く一般社団法人。
理学療法士、作業療法士、言語聴覚士、医師、歯科医師、柔道整復師、鍼灸師、看護師、ボディワーカーを対象にアレルギー疾患に対して、身体への介入の視点持つセラピストの育成をしている教育機関である。また、一般の方に対し、アレルギーに携わる医師などの講演会を定期的に開催し、アレルギーについての知識を広げる活動を行っている。
アレルギーリハビリテーションとは、アレルギー疾患で辛い思いをしている方が、症状による制限や不利益を受けることなく、笑顔で過ごすことのできる生活を取り戻していくこと。また、症状を抑える一時的な対症療法ではなく、身体を多方面から評価し、アレルギー症状が出ない身体を作っていくために必要な介入をしていくこと。

## 沿革
- 2013.8　  アレリハ協会活動開始   理学療法士、作業療法士対象の研修会開始
- 2013.10　医師講演会「喘息の診断と最新治療」
- 2014.9　  医師講演会「小児のアトピー性皮膚炎」
- 2015.11　医師講演会「食物アレルギーに対する正しい対処法とは？」
- 2016.2　  アレルギーセラピストコース開始
- 2016.3　  自律神経セラピストコース開始
- 2016.12　ネット配信による単発セミナー開始
- 2016.12　アレリハブログ開始
- 2020.4 　 一般社団法人登記
- 2020.5　  ネット配信によるコースセミナー開始

## 主な活動
- 医師の講演会の開催：一般の方に対してアレルギーについての正しい知識をお伝えするため。
- アレルギー疾患に対して、身体への介入の視点持つセラピストの育成
- アレルギー症状を持つ患者さんに対して、それぞれの専門職種の能力を生かして関わっていくシステムの構築